# Nina Mitrović
Nina Mitrović (Slavonski Brod, 10. lipnja 1978.), hrvatska dramatičarka i kazališna redateljica. 
Diplimirala je na Akademiji dramske umjetnosti u Zagrebu, odsjek: dramaturgija 2005. godine. Godine 2007. magistrirala je Scenarij na London Film School u Londonu. Autorica je drama, scenarija te radio-dokumentaraca. 
Kao dramatičarka debitira 2003. dramom Komšiluk naglavačke u režiji Saše Anočića i izvedbi HNK Ivana pl. Zajca u Rijeci. Predstava je dobila sjajne kritike, a ista drama je potom postavljena i u Bosanskom narodnom pozorištu (Zenica), Dramskom teatru (Skoplje), te u nekoliko manjih kazališta u regiji. 
2004. godine GK Kerempuh postavlja njenu dramu Kad se mi mrtvi pokoljemo, opet u režiji Saše Anočića. Ista drama je potom postavljena i u HNK Split. 
2006. godine praizvedene je njezina drama Ovaj krevet je prekratak ili samo fragmenti u režiji Darija Harjačeka. Ista drama je premijerno uprizorena više puta, od čega je najuspješnija ona iz 2012. godine kada dramu postavlja kultno praško kazalište Činoherni klub.
Sa šest praizvedenih drama u 2000-ima, Nina Mitrović jedna je od najuspješnijih i najproduktivnijih hrvatskih dramatičarki na početku 21. stoljeća. Uz Ivanu Sajko i Tenu Štivičić najizvođenija je hrvatska dramska autorica u povijesti hrvatskog kazališta. 
Nina Mitrović nekoliko godina živi u Londonu, a nakon povratka u Hrvatsku veliki uspjeh kod publike i kritike postiže premijerom drame Kako život u nezavisnoj produkciji Kazališta Moruzga. 2018. godine debitira kao redateljica režijom vlastite drame Susret u produkciji Teatra Exit. 
Dobitnica je brojnih nagrada za dramska djela, uključujući i nagrade Zlatni smijeh za najbolji tekst na Danima satire 2003. i 2005. te Marula za najbolji tekst na Marulićevim danima 2007.
2019. godine izvedena je premijera predstave Kako život u Narodnom kazalištu u Užicu, te je to prva drama Nine Mitrović postavljena u nekom srpskom kazalištu. 2023. godine dramu Sretni ljudi režira Ivan Leo Lemo u HNK Mostar, a ista drama je kasnije premijerno izvedena i u Hrvatskoj. 

## Praizvedbe
- 2003. Komšiluk naglavačke, režija: Saša Anočić, HNK Ivana pl. Zajca, Rijeka
- 2004. Kad se mi mrtvi pokoljemo, režija: Saša Anočić, GK Kerempuh, Zagreb
- 2006. Ovaj krevet je prekratak ili samo fragmenti, režija: Dario Harjaček, HNK Ivana pl. Zajca, Rijeka
- 2008. Jebote, kolko nas ima!, režija: Franka Perković, GK Kerempuh, Zagreb
- 2009. Javier (dio omnibusa Zagrebački pentagram), režija: Paolo Magelli, ZKM, Zagreb
- 2010. Familija u prahu, režija: Samo M. Strelec, Novi Zato, Ptuj/HNK Varaždin
- 2010. Fools Come Back (dio omnibusa Emigrantski hotel), režija: David Kozma i Martina Marti, European Theatre Collective, Helsinki, Finska
- 2010. Good Guy (dio omnibusa Donaudrama), režija: Anna Gruskova i Wiener Worstaetten, Dunaj, Austrija/Studio 12, Bratislava, Slovačka
- 2013. Susret, režija: Primož Bebler, Slovensko narodno gledališče Nova Gorica, Nova Gorica
- 2016. Kako život, režija: Ivan Leo Lemo, Kazalište Moruzgva, Zagreb
- 2020. Više neću hodati sam (dio omnibusa Monovid-19), režija: Anica Tomić, ZKM
- 2023. Sretni ljudi, režija: Ivan Leo Lemo, HNK Mostar, Mostar

## Nagrade
- 2003. Zlatni smijeh (Dani satire) za dramu Komšiluk naglavačke.
- 2005. Zlatni smijeh (Dani satire) za dramu Kad se mi mrtvi pokoljemo.
- 2007. Marul (Marulićevi dani) za dramu Ovaj krevet je prekratak ili samo fragmenti.
- 2009. Marin Držić (Ministarstvo kulture) za dramu Susret.

## Broj kazališnih produkcija u razdoblju od 2003. do 2025. godine
Drame Nine Mitrović izvođene su i u inozemstvu. 
| Zemlja                 | Broj produkcija |
| ---------------------- | --------------- |
| Hrvatska               | 15              |
| Slovenija              | 3               |
| Bosna i Hercegovina    | 2               |
| Makedonija             | 1               |
| Češka                  | 1               |
| Austrija               | 1               |
| Finska                 | 1               |
| Srbija                 | 1               |
| Španjolska             | 1               |
| UKUPAN BROJ PRODUKCIJA | 26              |